# ذراع الرمادي (حبيل جبر)

تعديل مصدري - تعديل

ذراع الرمادي هي إحدى قرى عزلة حبيل جبر بمديرية حبيل جبر التابعة لمحافظة لحج، بلغ تعداد سكانها 55 نسمة حسب تعداد اليمن لعام 2004.